# Kapellvången
Kapellvången är en stadsdel i Trelleborg. Den var en egen tätort från 1965 till 1970, då den växte samman med Trelleborg. Området kallas också Dalabadet och Dalköpingeområdet, där dock kyrkbyn Dalköpinge belägen norr om denna bebyggelse inte ingår.

## Historia
Inom området har man funnit boplatslämningar gravar och söder om orten återfinns en kapellruin.

## Tätorten
1965 avgränsade SCB en ny tätort med 293 invånare inom Gislövs landskommun. 1970 sammanväxte tätorten med Trelleborgs tätort västerut och från 2010 med Gislövs läge och Simremarkens tätort österut.

## Samhället
Kapellvången är ett villasamhälle vid kusten.
Stadsdelen har ingen skola, men däremot en förskola. Utanför Dalköpinge ligger en campingplats vid Dalabadet.